# Hans-Jörg Uther
Hans-Jörg Uther (ur. 20 lipca 1944 w Herzberg am Harz) – niemiecki folklorysta i literaturoznawca.
Uther specjalizuje się w baśniach. Opublikował ponad siedemdziesiąt książek i poświęcił czterdzieści lat swojej kariery współpracy nad encyklopedią tego gatunku.

## Wybrane publikacje
- Behinderte in populären Erzählungen. Studien zur historischen und vergleichenden Erzählforschung. Berlin 1981 (Fabula/Supplement-Serie Band 5).
- Katalog zur Volkserzählung. Spezialbestände des Seminars für Volkskunde und der Enzyklopädie des Märchens. 2 Bände. München u.a. 1987.
- Handbuch zu den Kinder- und Hausmärchen der Brüder Grimm, Berlin 2008
- The Types of International Folktales. A classification and Bibliography, Vammala 2004